# Nationaal park Rodopegebergte
Nationaal park Rodopegebergte (Grieks: Εθνικό Πάρκο οροσειράς Ροδόπης, Ethnikó Parkó oroseirás Rodópis) is een nationaal park in Griekenland in de departementen Drama en Xanthi, in het centraal-westelijke gedeelte van het Rodopegebergte. Het park is ongeveer 170 000 hectare groot en werd opgericht in 2009 en ligt tussen de Grieks-Bulgaarse grens, Xanthi en de noordoostelijke flank van de Falakro-berg. De bossen bestaan onder andere uit fijnspar, berk en witte els; het park omvat nog tamelijk grote delen natuurlijk bos (onder andere het Frakto-woud en het Elatia-woud). In het beboste berglandschap van het park leven ree, gems, wezel, wilde kat, everzwijn, bruine beer, otter. Er komen ook 139 vogelsoorten voor, waaronder steenarend, buizerd, wespendief, Balkansperwer, ruigpootuil, hazelhoen, auerhoen (het symbool van het nationaal park).